# Daihatsu

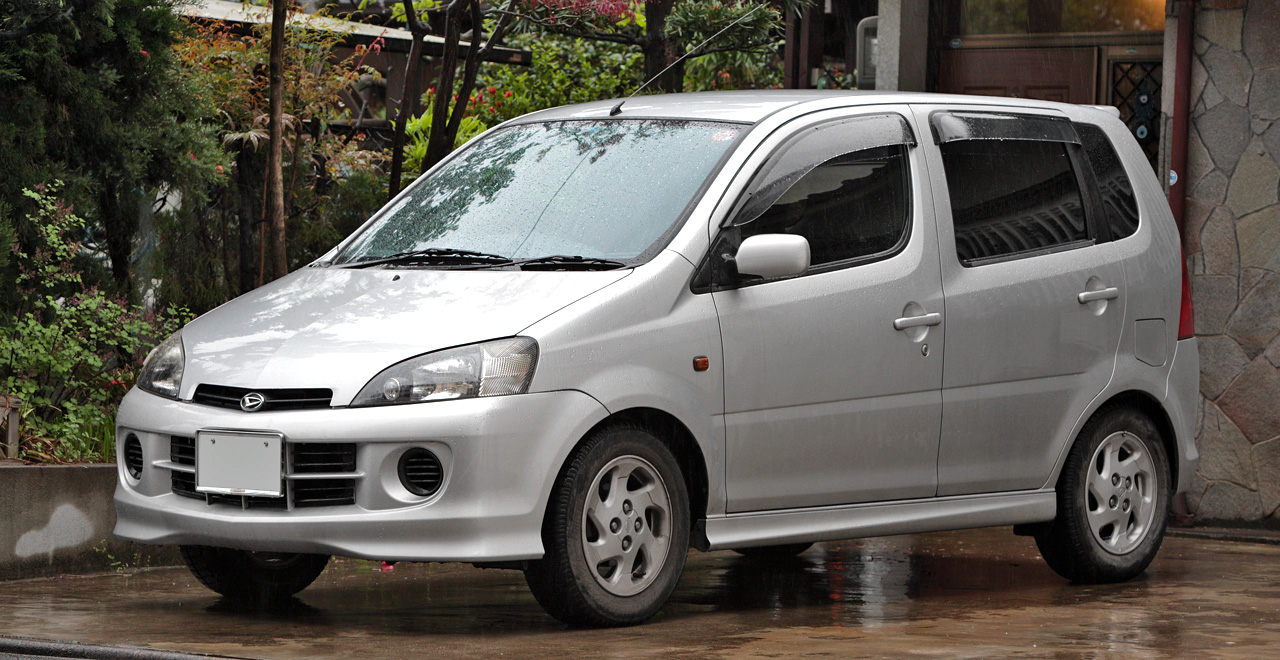
Daihatsu YRV

Daihatsu Motor Co., Ltd. (яп. ダイハツ工業株式会社 Дайхацу ко:гё: кабусики гайся, TYO: 7262) — японская автомобилестроительная компания со штаб-квартирой в Осаке. С 1967 года начинает сотрудничество с Toyota, а с 2016 полностью ей принадлежит.

## История
Основана в 1907 году, когда профессора́ Осакского Университета Ёсинки (Yoshinki) и Туруми (Turumi) основали компанию по производству и продаже двигателей внутреннего сгорания промышленного назначения. Компания получила название Hatsudoki Seizo Co., Ltd и выпускала моторы, работавшие на природном газе.
В 1951 году получила современное название. Слово «Дайхацу» — сочетание первых кандзи из места расположения компании в «Осака» (大阪) — Дай (大) и Хацу (発) из слов «производство двигателей» (発動機 製造).
В 1967 году подписано соглашение о сотрудничестве с компанией Toyota. 

В 1998 году контроль над 51,2 % акций компании перешли к Toyota Motor Corporation. 

С 2016 года 100 % акций Daihatsu Motor принадлежат Toyota.
В конце 2023 года Daihatsu Motor, после скандала с краш-тестами машин компании весной (были подделаны результаты проверок автомобилей на боковое столкновение), остановила работу всех заводов и прекратила поставки автомобилей.

## Деятельность
Компания специализируется на производстве микролитражных автомобилей (Q-класс в Японии или А-класс в Европе), малолитражных автомобилей классов В и С (по европейской классификации), компактных и средних внедорожников, минивэнов и малотоннажных грузовиков. Также известна как разработчик гибридных автомобилей.
Заводы компании расположены в Японии, Индонезии и Венесуэле.
Около 60 % продукции реализуется на внутреннем рынке; экспортирует продукцию более чем в 140 стран мира. 

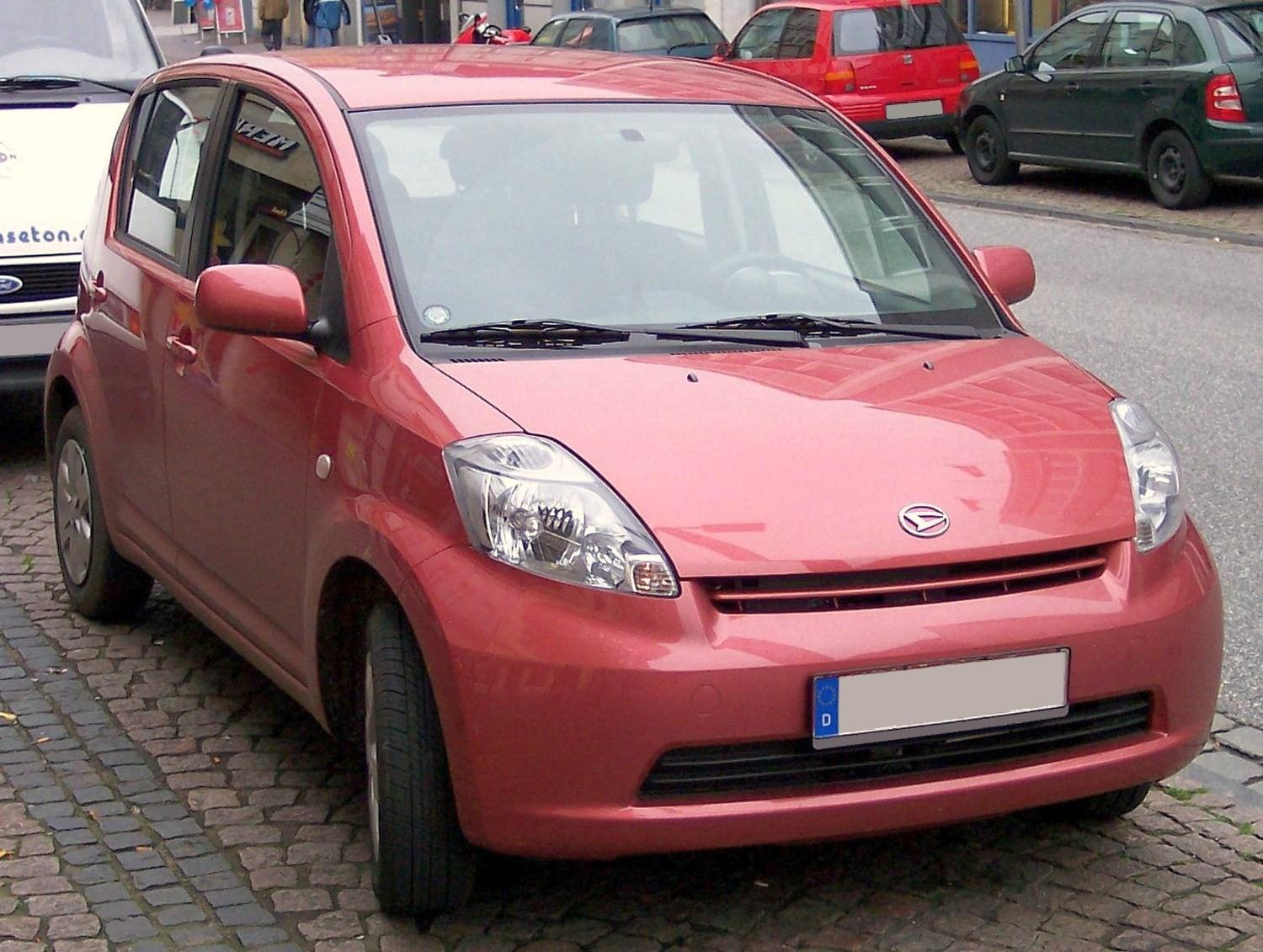
Sirion (2005)

По итогам 2008 финансового года объём производства составил 1 336 043 единицы (рост на 1,5 % по сравнению с аналогичным периодом прошлого года). 
Выручка в 2005—2006 финансовом году, закончившемся в марте 2006 года, составила $11,5 млрд, чистая прибыль — $284,9 млн.

## Модели автомобилей
- 850
- Altis
- Applause
- Atrai
- Atrai7
- Bee
- Boon
- Boon 
Luminas
- Daihatsu Be-Go
- Cast
- Delta
- Charmant
- Charade
- Compagno
- Coo
- Copen
- Consorte
- Cuore (Mira)
- Delta Wagon
- Fellow Max
- Feroza
- Hijet
- Leeza
- Materia
- Max
- Mebius
- Midget (Bajaj)
- Mira
- Move
- Naked
- Opti
- Pyzar
- Rocky
- Rugger
- Sirion
- Sonica
- Storia
- Taft
- Tanto
- Terios
- Terios Kid
- Thor
- Wake
- YRV
- Xenia